# Dok svjetlo gori
Dok svjetlo gori (izdana 4. kolovoza 1997. u UK) je zbirka kratkih kriminalističkih priča Agathe Christie. 
Priče su:
1. Kuća snova
2. Glumica
3. Rub
4. Božićna pustolovina
5. Usamljeni bog
6. Manxsko zlato
7. U zidu
8. Zagonetka španjolske škrinje (Hercule Poirot)
9. Dok svjetlo gori